# Amarachi

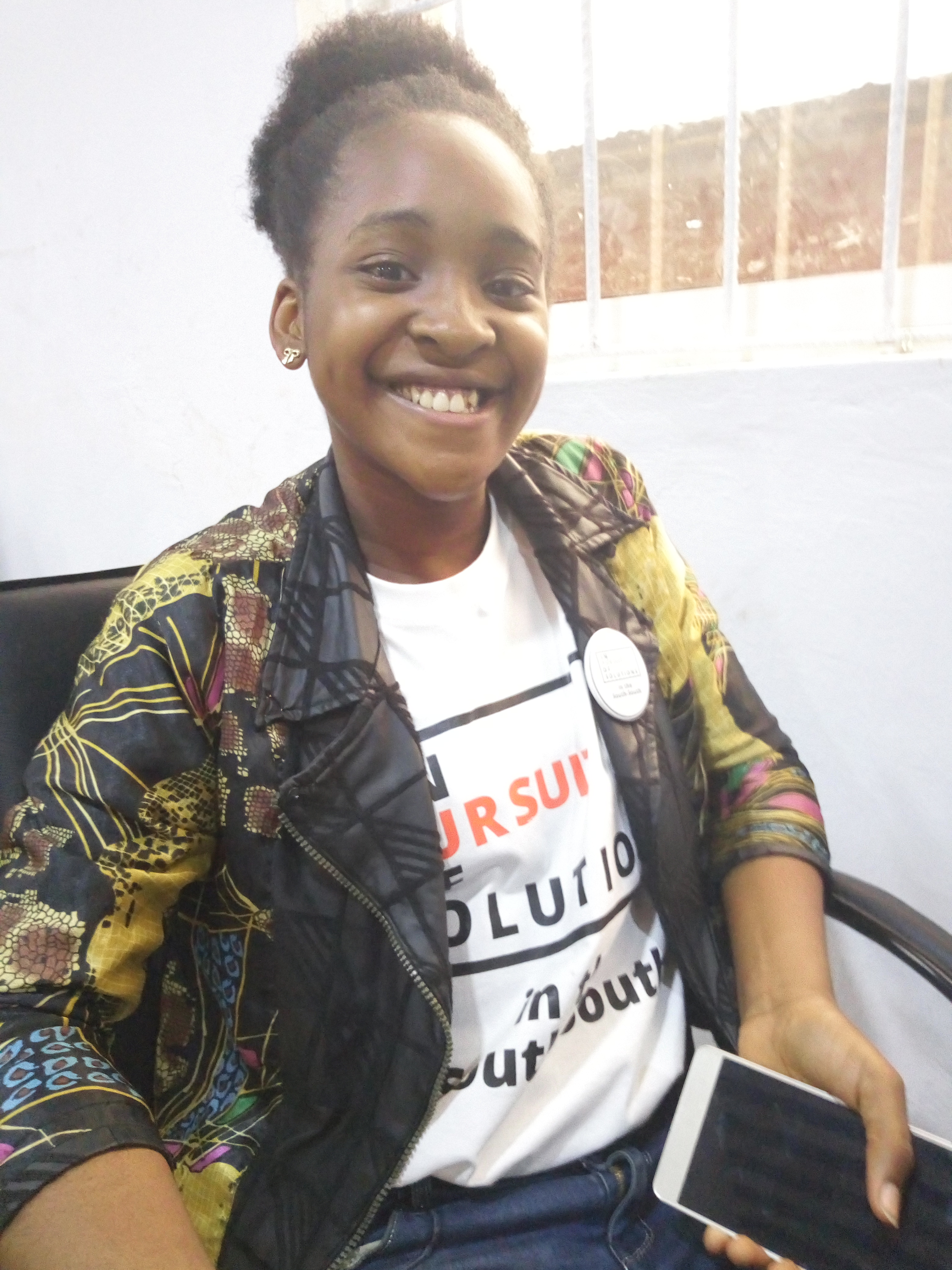
Amarachi

Amarachi Uyanne (sinh ngày 17 tháng 7 năm 2004), được công chúng biết đến với nghệ danh Amarachi, là một giọng ca nhí, vũ công và nghệ sĩ violin người Nigeria. Cô được biết đến nhiều nhất sau chiến thắng tại cuộc thi Nigeria's Got Talent phiên bản đầu tiên. 

## Tiểu sử
Amarachi có gốc gác tại bang Imo. Cô lớn lên ở Delta State, nơi cô bắt đầu nhảy múc từ lúc 5 tuổi. Năm 2012, cô đã giành được giải thưởng có trị tiền mặt N10.000.000 sau khi được công bố là người chiến thắng trong phiên bản đầu tiên của Nigeria 'Got Talent. Sau đó, cô được mệnh danh là "triệu phú trẻ nhất Nigeria". Cô hiện đang theo học trường Trung học Dự bị Đại học, thành phố Bénin, bang Edo. Người nổi tiếng trẻ tuổi sẽ tốt nghiệp trung học vào năm 2019.

## Sự nghiệp
Sau khi nổi lên là người chiến thắng của Got Talent Nigeria, Amarachi đã phát hành đĩa đơn đầu tay mang tên "Vũ điệu Amarachi". Cô đã tiếp tục giới thiệu Phyno trong một bài hát có tựa đề "Ova Sabi"; hai đĩa đơn đầu tiên đã nhận được lượt nghe airplays khổng lồ và được đánh giá tích cực từ các nhà phê bình âm nhạc. Cô hiện đang điều hành Học viện Tài năng Amarachi, một trường tài năng được hình thành với mục đích nuôi dưỡng và đào tạo trẻ em nhỏ có tài năng về âm nhạc và khiêu vũ.

## Đĩa nhạc

### Single
- "Amarachi's Dance"
- "Get Down"
- "Ova Sabi" (featuring Phyno)
- "Te Quiero"